# Ancistrus
Ancistrus er formelt en slægt af sugemaller (Loricariidae) fra ordenen Siluriformes, der er meget udbredt som akvariefisk. Den bliver omkring 8-13 cm og holdes i mange forskellige akvariemiljøer, hvor den betragtes som akvariets skraldemand. Det er som sådan korrekt at den spiser det foder der daler til bunden og mange af de alger der sidder på ruder og dekorationer, men det er vigtigt at huske at den også har egne krav til foder, bl.a skal den have grønttilskud og den skal have adgang til en trærod da det er vigtigt for dens fordøjelse at den kan raspe træ af roden. Den er nem at holde, men det er en territorial fisk der kræver ret meget plads hvis man skal have flere af dem. Den er mest aktiv i sine unge år, og generelt er den mest aktiv om natten.